# هي جيتينغ
هي جيتينغ (بالصينية: 何济霆)  ولد سنة 19 فبراير 1998م في شاوو، فوجيان، وهو لاعب كرة الريشة صيني.

## روابط خارجية
- هي جيتينغ على موقع BWF.tournamentsoftware.com (الإنجليزية)
- هي جيتينغ على موقع BWFbadminton.com (الإنجليزية)